# Axel Cronstedt

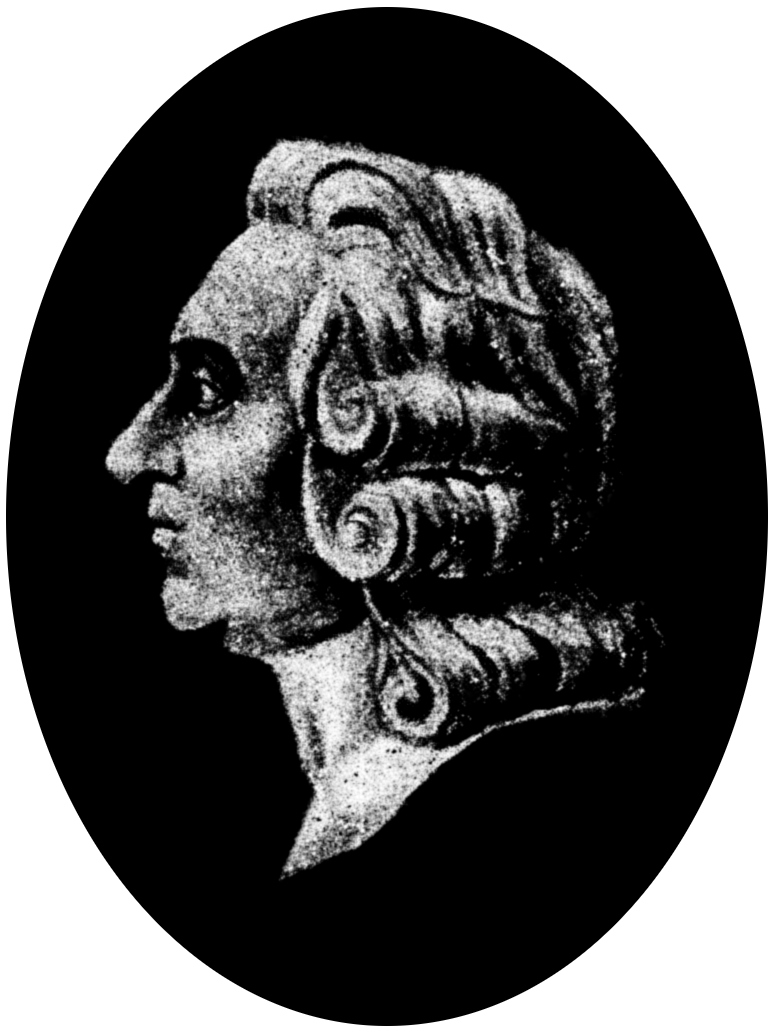

Axel Frederic von Cronstedt (ur. 23 grudnia 1722 w Turinge (Södermanland), zm. 19 sierpnia 1765 w Säter), szwedzki chemik i mineralog. Był odkrywcą m.in. niklu (1751) i zeolitów (1756).